# Großdubrau
Großdubrau, in alto sorabo Wulka Dubrawa, è un comune di 3.382 abitanti della Sassonia, in Germania.
Appartiene al circondario (Landkreis) di Bautzen (targa BZ).

## Storia
Il 1º aprile 1992 venne aggregato al comune di Großdubrau il comune di Crosta.